# Grotticelle
Grotticelle is een plaats (frazione) in de Italiaanse gemeente Ricadi.

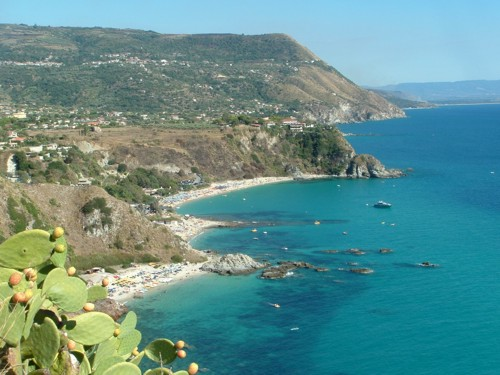
Baai van Grotticelle